# Olympic Green Archery Field
Das Olympic Green Archery Field (chinesisch 北京奧林匹克公園射箭場) war eine temporäre Bogenschießanlage in der chinesischen Hauptstadt Peking.
Während den Olympischen Sommerspielen 2008 wurden auf der Anlage die Wettbewerbe im Bogenschießen ausgetragen. Die Anlage befand sich im Olympiapark Olympic Green und  umfasste 9,22 Hektar. Die Schießstände waren von drei Tribünen umgeben, die insgesamt 5.000 Zuschauer Platz boten. Auch bei dieser Anlage war es von vornherein bekannt, dass sie nicht dauerhaft bestehen würde, sondern dass das Gelände in eine Grünfläche umgewandelt werden würde. Auf dem Gelände wurde 2017 mit dem Bau der Nationalen Eisschnelllaufhalle begonnen, die als Wettkampfstätte bei den Olympischen Winterspielen 2022 genutzt werden soll.